# Bad Münster am Stein-Ebernburg
Bad Münster am Stein-Ebernburg è una frazione della città di Bad Kreuznach situata nella Renania-Palatinato, in Germania.
Il territorio della frazione è bagnato dalle acque del fiume Nahe, affluente diretto del Reno.

## Storia
La città di Bad Münster am Stein-Ebernburg venne aggregata il 1º luglio 2014 alla città di Bad Kreuznach, divenendone frazione.